# 11254 Konkohekisui
11254 Konkohekisui eller 1977 DL2 är en asteroid i huvudbältet som upptäcktes den 18 februari 1977 av de båda japanska astronomerna Hiroki Kōsai och Kiichirō Furukawa vid Kiso-observatoriet i Japan. Den är uppkallad efter den japanske poeten Konko Hekisui..